# دن بنیتو
دن بنیتو (به اسپانیایی: Don Benito) یک شهرستان در اسپانیا است که در استان باداخس واقع شده‌است.

## خصوصیات
دن بنیتو ۵۶۱٬۶ کیلومترمربع مساحت و ۳۷٬۰۴۸ نفر جمعیت دارد و ۲۸۰ متر بالاتر از سطح دریا واقع شده‌است.